# A.S.I.A.
A.S.I.A. este o formație românească de muzică pop înființată în data de 8 martie 1999. Numele formației constituie un acronim al prenumelor celor patru cântărețe care au alcătuit formația inițială: Anca, Sorana, Irina, Anemona.
Formația și-a reluat activitatea în data de 6 martie 2023, într-un concert aniversar. În prezent acronimul trupei reflectă forma actuala a alcătuirii trupei: Anca, Sorana, Iana, Anemona.

## Componență

### Componența curentă
- Anca Neacșu, (1999-2005; 2023-prezent);
- Sorana Darclee Mohamad,  (1999-2007; 2023-prezent);
- Anemona Niculescu, (1999-2000; 2023-prezent);
- "Iana" Rodica Novac, (2005-2007; 2023-prezent).

### Foste membre
- Irina Nicolae, (1999-2005);[5][6]
- Alexandra-Crina Potora, (2000-2002), a înlocuit-o pe Anemona Niculescu;[7]
- Alina Diana Crișan, (2002-2007), a înlocuit-o pe Alexandra-Crina Potora[8]. Pe 8 decembrie 2002, Alina Crișan a fost aleasă ca membru al trupei A.S.I.A, după ce a câștigat emisiunea TV „Alege A.S.I.A.” Alături de aceasta, au fost lansate 3 albume;
- Silvia Roxana Sârbu, 2005-2007) a înlocuit-o pe Anca Neacșu.

## Discografie
Albume de studio
| 1999 | A.S.I.A - Lansat: 18 Decembrie 1999 - Casa de discuri: MediaPro Music - Format: CD, Casetă |

| 2000 | Nopti albe - Lansat: 18 decembrie 2000 - Casa de discuri: MediaPro Music - Format: CD, Casetă |

| 2002 | Eu, tu si...Luna de pe cer - Lansat: 18 August 2002 - Casa de discuri: MediaPro Music - Format: CD, Casetă |

| 2004 | Urban - Lansat: 2004 - Casa de discuri: MediaPro Music - Format: CD, Casetă |

| 2005 | Shanana - Lansat: 2005 - Casa de discuri: MediaPro Music - Format: CD, Casetă |

EP-uri
| 2000 | Periculos - Lansat: 18 Iulie 2000 - Casa de discuri: MediaPro Music - Format: CD, Casetă |

| 2001 | Iubiri adevarate - Lansat: 10 august 2001 - Casa de discuri: MediaPro Music - Format: CD, Casetă |

Compilări
- A.S.I.A. Collection (2001)
- A.S.I.A. FM (2002)
- Best Of A.S.I.A. (2023)

Alte albume
- Fulgi de nea (cu grupul Bimbam) (2002)